# Republika Zielonego Przylądka na Letnich Igrzyskach Paraolimpijskich 2016
Republikę Zielonego Przylądka na Letnich Igrzyskach Paraolimpijskich 2016 w Rio de Janeiro reprezentowało dwóch lekkoatletów. Był to czwarty start reprezentacji tego kraju na igrzyskach paraolimpijskich (po występach w latach 2004, 2008 i 2012).
Gracelino Barbosa zdobył pierwszy medal paraolimpijski dla swojego kraju, co dało Republice Zielonego Przylądka 76. miejsce w klasyfikacji medalowej. Chorążym reprezentacji podczas ceremonii otwarcia igrzysk był Márcio Fernandes.

## Zdobyte medale
| Medal | Zawodnik          | Dyscyplina    | Konkurencja            |
| ----- | ----------------- | ------------- | ---------------------- |
| Brąz  | Gracelino Barbosa | Lekkoatletyka | bieg na 400 metrów T20 |

## Wyniki

### Lekkoatletyka
Konkurencje biegowe
| Zawodnik          | Konkurencja            | Eliminacje | Eliminacje | Finał    | Finał   | Źródło |
| Zawodnik          | Konkurencja            | Rezultat   | Miejsce    | Rezultat | Miejsce | Źródło |
| ----------------- | ---------------------- | ---------- | ---------- | -------- | ------- | ------ |
| Gracelino Barbosa | bieg na 400 metrów T20 | 48,77      | 2          | 48,55    | brąz    | [ 4 ]  |

Konkurencje techniczne
| Zawodnik         | Konkurencja        | Finał    | Finał   | Źródło |
| Zawodnik         | Konkurencja        | Rezultat | Miejsce | Źródło |
| ---------------- | ------------------ | -------- | ------- | ------ |
| Márcio Fernandes | rzut oszczepem F44 | 51,67 m  | 9       | [ 5 ]  |